# Буряківка (Іванківський район)
Буря́ківка — колишнє село в Україні Іванківського району (до 26.04.1986 року Чорнобильського району) Київської області, що знято з обліку в зв'язку з відселенням мешканців внаслідок аварії на ЧАЕС.
Невеличке село, яке розміщується за 50 кілометрів від міста Чорнобиля. Згадки про село Буряківка можна знайти в літературних джерелах середини XIX століття. За адміністративною підпорядкованістю село належало до Річицької сільської ради.
На межі 1970-80-х рр. у селі проживало близько 340 мешканців.
Напередодні аварії на ЧАЕС у селі був 131 двір, проживало 226 мешканців. Виселене внаслідок сильного радіоактивного забруднення.
Після аварії на ЧАЕС мешканців села Буряківка було переселено, також як і жителів Товстого Лісу, у села Макарівського району Київської області. Село зняте з обліку 1999 року за відсутністю жителів. Після Чорнобильської катастрофи село увійшло до 10-кілометрової зони відчуження.
Частина території села згоріла під час лісових пожеж у 2020 році.
З кінця лютого до 1 квітня 2022 року село було окуповане російськими військами.

## Відомі мешканці
У селі прожив останні роки життя, тут помер і був похований троюрідний брат Тараса Шевченка Варфоломій Шевченко.